# Калиновская (Вологодская область)
Калиновская — деревня в Вытегорском районе Вологодской области.
Входит в состав Андомского сельского поселения (с 1 января 2006 года по 9 апреля 2009 года входила в Тудозерское сельское поселение), с точки зрения административно-территориального деления — в Тудозерский сельсовет.
Расположена на трассе А119. Расстояние до районного центра Вытегры по автодороге — 42 км, до центра муниципального образования села Андомский Погост по прямой — 17 км. Ближайшие населённые пункты — Остров, Паново, Тудозерский Погост.
По переписи 2002 года население — 2 человека.